# Gabarra

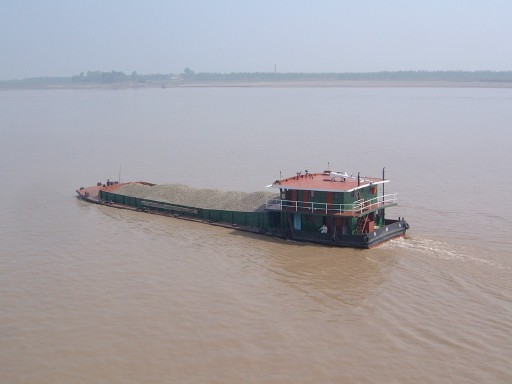
Barcaza autopropulsada transportando piedra triturada, en China.

Una gabarra es un barco de fondo plano, construido principalmente para el transporte de bienes pesados a lo largo de ríos y canales. Habitualmente, las gabarras no son autopropulsadas y necesitan ser movidas por un bote remolcador que tire de ellas o las empuje.
Las gabarras se usaban inicialmente en canales, y las remolcaban animales de tiro que iban por un camino adyacente. Los canales bordeados con una ferrovía eran comunes a principios de la revolución industrial, situación que provocó que las gabarras fueran superadas por el ferrocarril en la carga de objetos de valor debido a la mayor velocidad, los costos decrecientes y la flexibilidad de las rutas ferroviarias.[cita requerida]

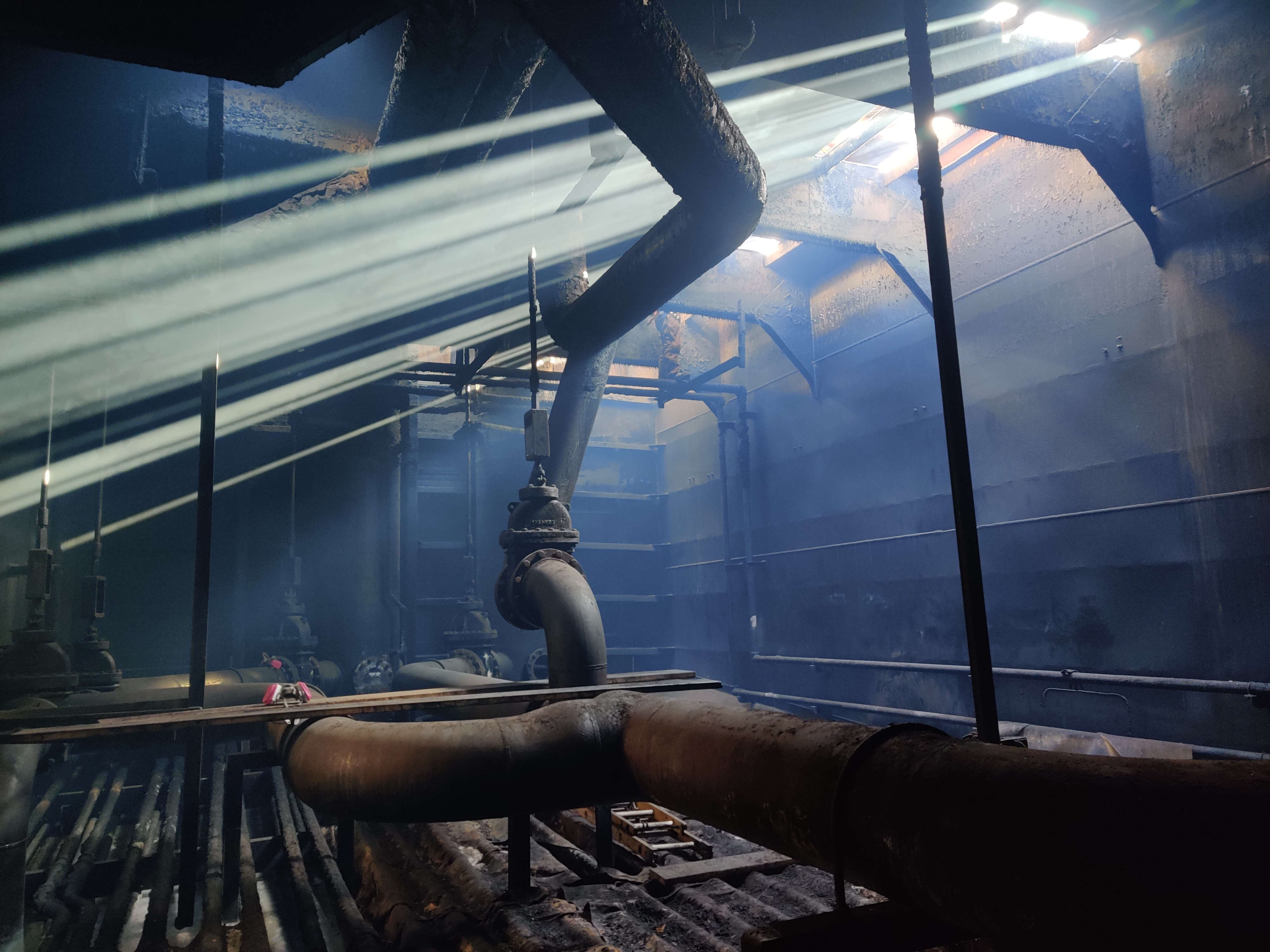
Interior de una barcaza de asfalto líquido vacía, que está en reparación.

Las gabarras siguen usándose para el transporte de objetos de gran tamaño o muy pesados, ya que el costo de llevar bienes por barcaza es muy bajo. Una barcaza común mide 59,4 m × 10,7 m (195 x 35 pies), y puede cargar hasta 1500 toneladas.

## Características
Una gabarra puede tener depósitos cerrados o descubiertos y se denomina barcaza, para el transporte de cualquier tipo de carga por vías navegables interiores.
Su capacidad de carga es de 600 a 10 000 toneladas (y más), suelen tener un timón, equipo de amarre y estancias para los marineros. El espacio de carga puede ser mono o multiparte, como es el caso de las barcazas que transportan líquidos (barcaza-tanque).  Las barcazas más antiguas estaban construidas con madera, eran tiradas por ganado y, a menudo, también personas, como en Los sirgadores del Volga en Rusia.
Desde finales del siglo XVIII, están construidos a partir de una mezcla de hierro y madera, y sus embarcaciones son barcos de vapor, y hoy se construyen de acero.
Tradicionalmente eran llamados según su finalidad, así como los "petroleros" transportaban petróleo, gasolina, agua, vino, melaza y otros líquidos, "madederos" los que transportaban madera, y "pozos de arena" de arena y grava que eran dragados del lecho del río. Con este tipo de barcaza, hay un tipo especial: "clapet" (sanker), cuyo fondo se podía abrir y, por lo tanto, se sacudía la carga.
La barcaza de tipo cerrado con tanques laterales, utilizada en obras de hidrotécnica; vaciando agua en los tanques de un lado: la barcaza se inclinaría tanto que toda la carga se deslizaría dentro del agua.
En el pasado, cada río tenía su propio tipo de barcaza. Como los ríos están interconectados por canales, se ha desarrollado un tipo unificado, donde el tamaño depende de las dimensiones de la constitución por donde deben pasar y de la profundidad del agua en la cama del río.
Las barcazas de mar se utilizan con mayor frecuencia en los puertos. La barcaza sin cubierta de tipo abierto en el puerto se utiliza para el transporte de carbón u otra carga a granel alrededor del puerto. Una barcaza marítima cerrada se utiliza para el almacenamiento de mercancías alrededor del puerto, pero a veces también para el transporte de mercancías por mar.
Los ríos y lagos han desempeñado durante mucho tiempo un papel importante en el transporte de carga a granel, como carbón en Alemania, Holanda, Francia, Bélgica, Canadá y Estados Unidos de América.
Los costos del transporte por barcazas dependían del número que podía ser remolcado por un remolcador, que a su vez dependía de las dimensiones de la vía fluvial. Así, hasta 20 - 25 barcazas, y en el Misisipi inferior 25 - 35 barcazas. Cada barcaza tenía una capacidad de hasta 1500 toneladas. Como las vías fluviales solían ser circulares, el transporte y la entrega eran lentos pero muy económicos.
Las grúas montadas en barcazas se utilizan para cargar y descargar mercancías. La timonera y las cabinas de la tripulación están montadas en la popa. Las barcazas son elementos básicos del transporte fluvial de mercancías. La capacidad de carga, el tamaño y el calado de las barcazas están limitados por la disponibilidad de vías fluviales.
Así, en el río Rin pueden navegar barcazas de más de 2000 tdw, en la zona de navegación del Volga-Kama hay barcazas de más de 3 000 tdw, y en el Danubio con una capacidad de carga máxima de 2000 tdw pueden navegar en Jos.

## La gabarra moderna

### La gabarra de hierro
La innovación que condujo a la gabarra moderna fue el uso de barcazas de hierro remolcadas por un remolcador de vapor. Primero se utilizaron para transportar cereales y otros productos a granel. Aproximadamente desde 1840 hasta 1870, la gabarra de hierro remolcada se introdujo rápidamente en el Rin, el Danubio, el Don, el Dniéster y los ríos de Egipto, India y Australia. Muchas de estas barcazas se construyeron en Gran Bretaña.
Hoy en día, 'gabarra' generalmente se refiere a una gabarra de tolva. En Europa, una gabarra de tolva es: '«Un buque de transporte de mercancías por vías navegables interiores diseñado para ser remolcado que no tiene sus propios medios de propulsión mecánica»'. En Estados Unidos, generalmente la gabarra es empujada.

### Uso moderno
Las barcazas se utilizan hoy en día para artículos a granel de bajo valor, ya que el costo de transportar mercancías en barcazas es muy bajo. Las barcazas también se utilizan para artículos muy pesados o voluminosos; una barcaza estadounidense típica mide 195 por 35 pies (59,4 m × 10,7 m) y puede transportar hasta aproximadamente 1500 toneladas cortas (1400 t) de carga. La barcaza europea más común mide 251 por 37 pies (76,5 m × 11,4 m) y puede transportar hasta unas 2450 toneladas (2700 toneladas cortas).
Como ejemplo, el 26 de junio de 2006, un reactor de unidad de craqueo catalítico de 565 toneladas cortas (513 t) fue enviado en barcaza desde el puerto de Tulsa de Catoosa en Oklahoma a una refinería en Pascagoula, Misisipi. Los objetos extremadamente grandes normalmente se envían en secciones y se ensamblan en el sitio, pero el envío de una unidad ensamblada redujo los costos y evitó la dependencia de la mano de obra de construcción en el sitio de entrega (que en este caso aún se estaba recuperando del huracán Katrina). Del viaje de 700 millas (1100 km) del reactor, solo unas 40 millas (64 km) se recorrieron por tierra, desde el puerto final hasta la refinería.
Las barcazas autopropulsadas se pueden utilizar como tales cuando se viaja río abajo o río arriba en aguas tranquilas; se operan como una barcaza sin motor, con la ayuda de un remolcador, cuando viajan río arriba en aguas más rápidas. Las barcazas de canal generalmente se fabrican para el canal en particular en el que operarán.
Muchas barcazas, principalmente barcazas holandesas, que fueron diseñadas originalmente para transportar carga a lo largo de los canales de Europa, ya no son lo suficientemente grandes para competir en esta industria con embarcaciones más nuevas y más grandes. Muchas de estas barcazas han sido renovadas y ahora se utilizan como barcazas de hoteles de lujo que transportan a los turistas a lo largo de los mismos canales por los que una vez transportaron grano o carbón.
Con frecuencia, la carga de los buques de navegación marítima se transborda en barcazas para transportarla a los almacenes en el área portuaria o en los alrededores. Las barcazas sin motor son tiradas por remolcadores o lanchas. Las barcazas también se utilizan a menudo en obras de construcción o en graveras para transportar grava o materiales de construcción. Las mercancías de carga clásicas son, en particular: arena, grava, carbón, chatarra, semillas oleaginosas y basura. Anteriormente, también se utilizó para transportar carga fraccionada, como por ejemplo café transportado en sacos en los puertos por barcazas.
Si los barcos sin motor se juntan para formar convoyes empujados y luego sirven para transportar mercancías en vías navegables interiores, se los denomina ligeros.

## Barcazas en los Estados Unidos

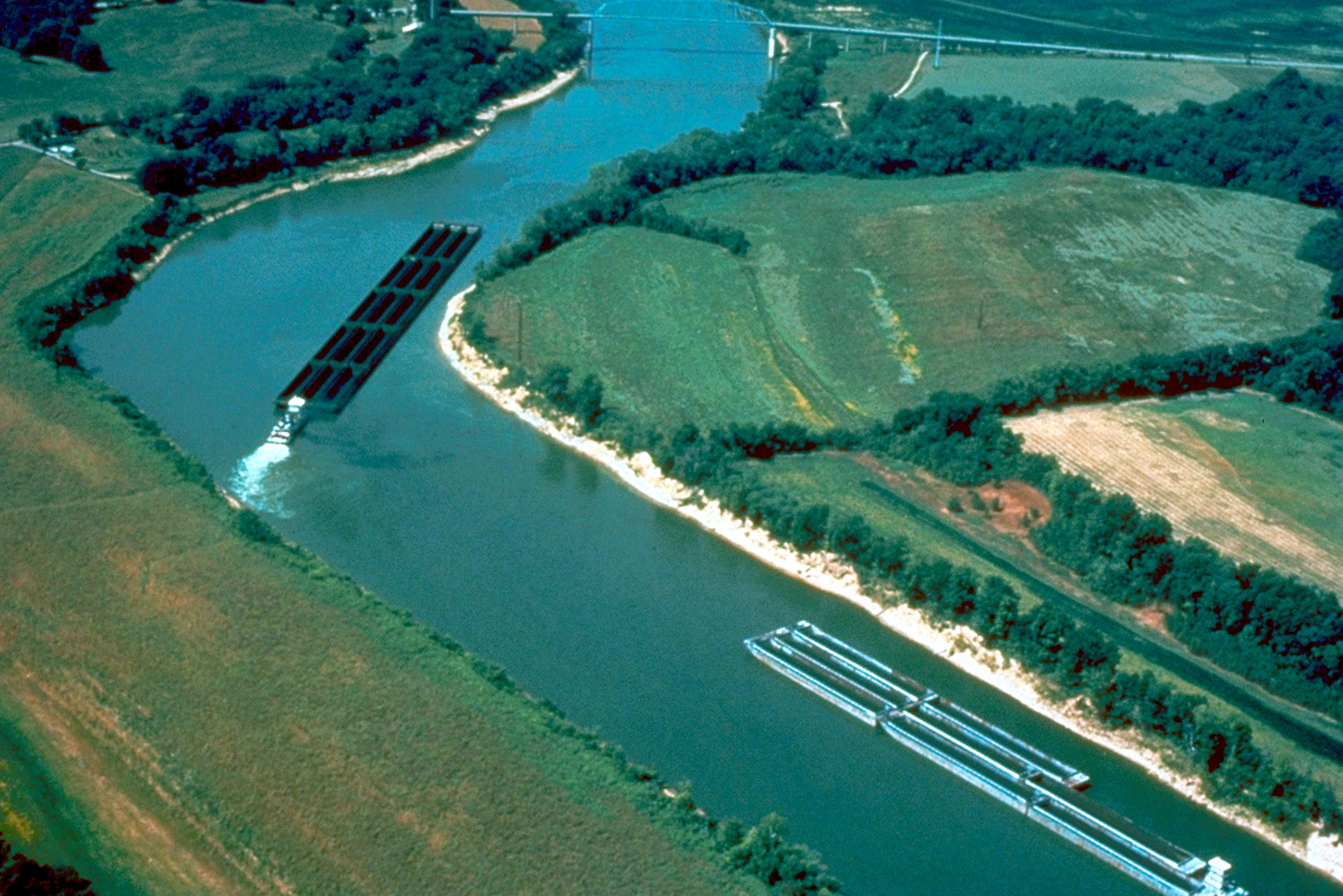
Múltiples barcazas empujadas en una curva cerrada del río Cumberland.

En tiempos anteriores al desarrollo industrial, al ferrocarril y a las carreteras, las barcazas eran el medio de transporte interior predominante y más eficaz en muchas regiones. Esto sigue siendo cierto hoy en día en muchas zonas del mundo.
En estas regiones preindustrializadas o con infraestructuras poco desarrolladas, muchas barcazas están diseñadas para ser impulsadas en las vías fluviales por largas y delgadas pértigas, por lo que se conocen en las vías fluviales americanas como barcos de pértiga, ya que el extenso oeste de Norteamérica se pobló utilizando los vastos sistemas fluviales tributarios de la cuenca del río Misisipi. Los barcos de pértiga utilizan la fuerza muscular de los "caminantes" a lo largo de los lados de la embarcación empujando una pértiga contra el lecho del río, el canal o el fondo del lago para mover la embarcación donde se desee. En la colonización del oeste americano era generalmente más rápido navegar río abajo desde Brownsville, Pensilvania, hasta la confluencia del río Ohio con el Misisipiy luego remar río arriba contra la corriente hasta San Luis que viajar por tierra en los escasos caminos de tierra primitivos durante muchas décadas después de la Revolución americana.
Una vez que los ferrocarriles New York Central y Pensilvania llegaron a Chicago, esa dinámica temporal cambió, y los barcos de pértiga estadounidenses se volvieron menos comunes, relegados a los ríos más pequeños y a las corrientes más remotas. Hoy en día, en el sistema fluvial del Misisipi, así como en otras vías navegables protegidas, el tráfico de barcazas industriales de materias primas a granel, como el carbón, el coque, la madera, el mineral de hierro y otros minerales, es extremadamente común; en el mundo desarrollado se utilizan enormes barcazas de carga que se conectan en grupos y trenes de barcazas de forma que permiten volúmenes de carga y pesos considerablemente mayores que los utilizados por los pioneros de los sistemas y métodos modernos de barcazas en la época victoriana.

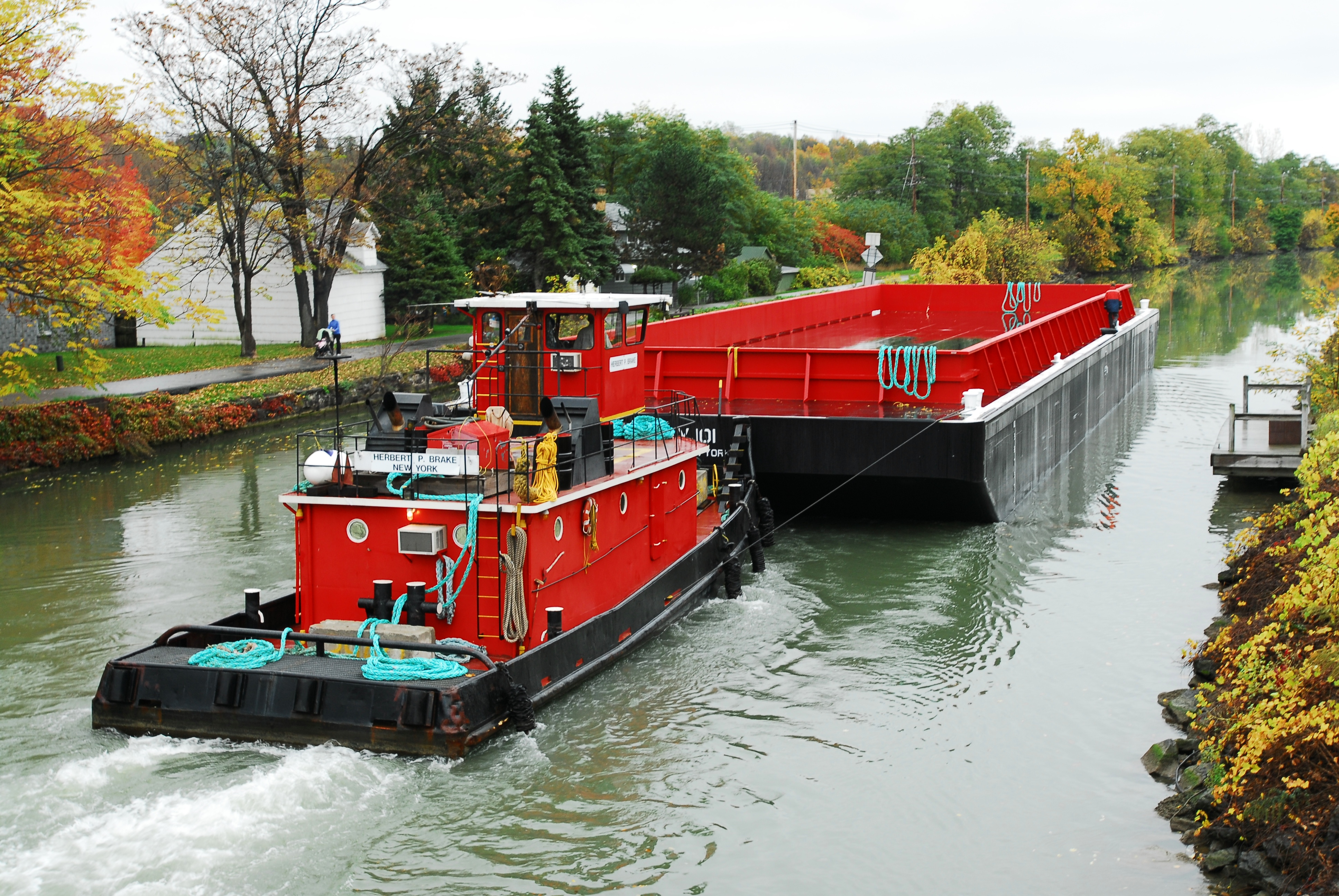
Lancha de remolque Herbert P. Brake de Nueva York empuja una nueva barcaza hacia el este en el canal Erie en Fairport, Nueva York, Estados Unidos.

Estas barcazas deben ser remolcadas o empujadas por remolcadores. Las barcazas de los canales, remolcadas por animales de tiro en un camino de sirga adyacente a la vía fluvial, tuvieron una importancia fundamental en los inicios de la Revolución Industrial, cuyos principales proyectos de ingeniería iniciales fueron los esfuerzos por construir viaductos o acueductos navegables y, sobre todo, canales para abastecer de combustible y materias primas a las nacientes fábricas en el temprano despegue industrial (siglo XVIII) y llevar sus mercancías a los puertos y ciudades para su distribución.
El sistema de barcazas y canales compitió favorablemente con los ferrocarriles en los inicios de la Revolución Industrial antes de la década de 1850–1860. Por ejemplo, los historiadores económicos atribuyen al Canal de Erie en el estado de Nueva York el impulso de crecimiento necesario para que la ciudad de Nueva York eclipsara a Filadelfia como puerto y ciudad más grande de Estados Unidos, pero estos sistemas de canales, con sus esclusas pero estos sistemas de canales con sus esclusas, su necesidad de mantenimiento y dragado, sus bombas y sus problemas sanitarios historia del sistema de canales británico acabaron siendo superados por el ferrocarril en el transporte de artículos de alto valor debido a la mayor velocidad, la reducción de costes y la flexibilidad de las rutas del transporte ferroviario. No obstante, los sistemas de barcazas y canales tuvieron una gran importancia económica, quizá incluso la principal, hasta después de la Primera Guerra Mundial en Europa, especialmente en las naciones más desarrolladas de los Países Bajos, Francia, Alemania y, sobre todo, en el Gran Bretaña, que más o menos hicieron suyo el sistema.
En la actualidad, los equipos especiales construidos a medida, denominados barcazas modulares, se utilizan ampliamente en la prospección, la cartografía, el tendido y el soterramiento de cables de fibra óptica submarinos en todo el mundo y otros servicios de apoyo.

## Barcaza con fondo tipo tolva
En el ámbito de los trabajos de protección costera, las barcazas con un fondo que se puede abrir hacia abajo -llamadas barcazas tolva- se utilizan para el transporte de arena y la descarga se puede realizar sin necesidad de más ayudas. En la navegación interior, la barcaza tolva es un medio de transporte habitual para el vertido de material dragado de los ríos y, especialmente, de residuos mineros. A veces,  el agregado de matertal se llevan a cabo contra una profundización del fondo del río. Para garantizar que la barcaza de tolva siga flotando cuando se despliegue el fondo, tiene un casco de doble pared.

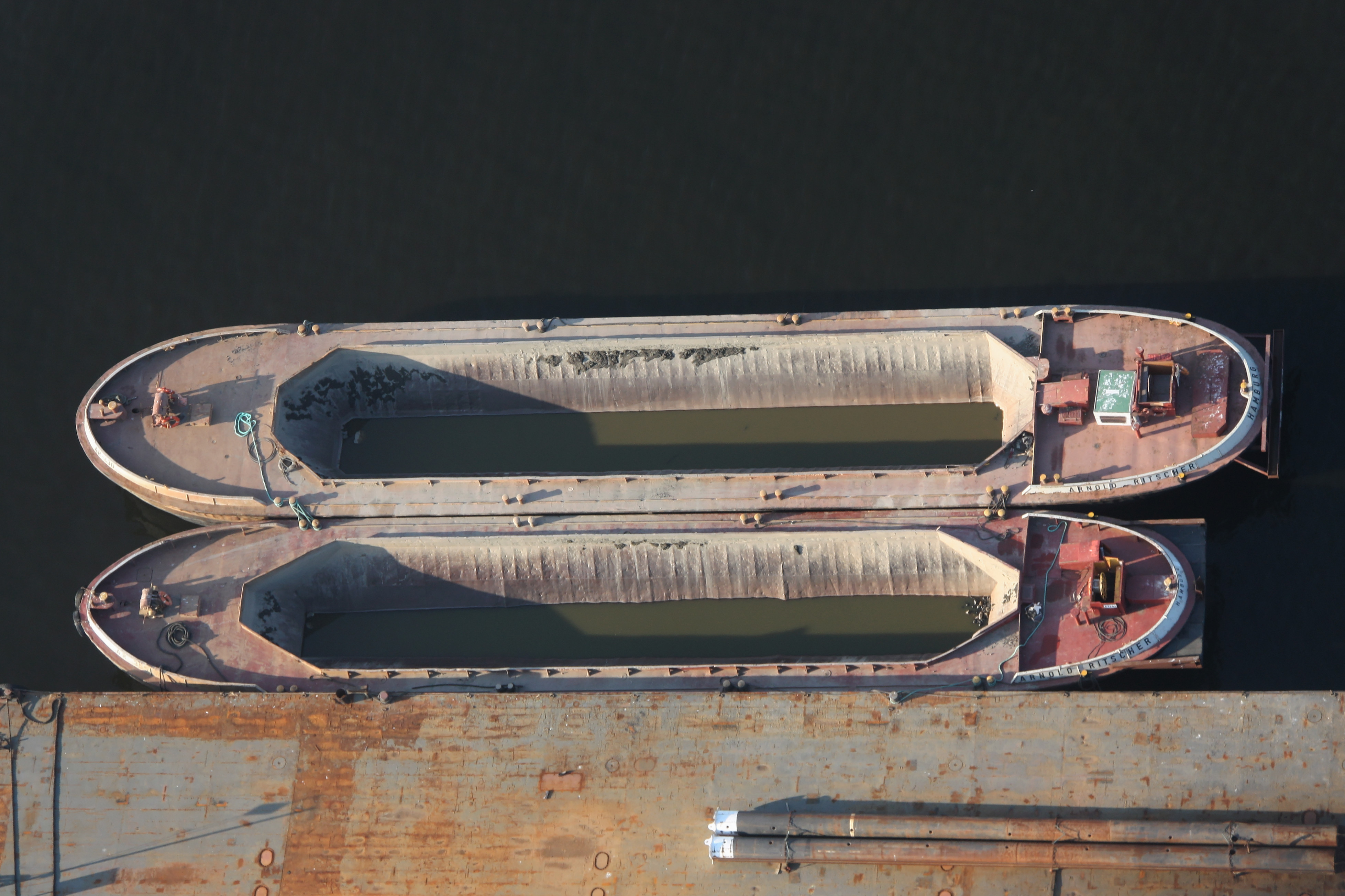
Barcazas en el puerto de Ellerholzhafen de Hamburgo.
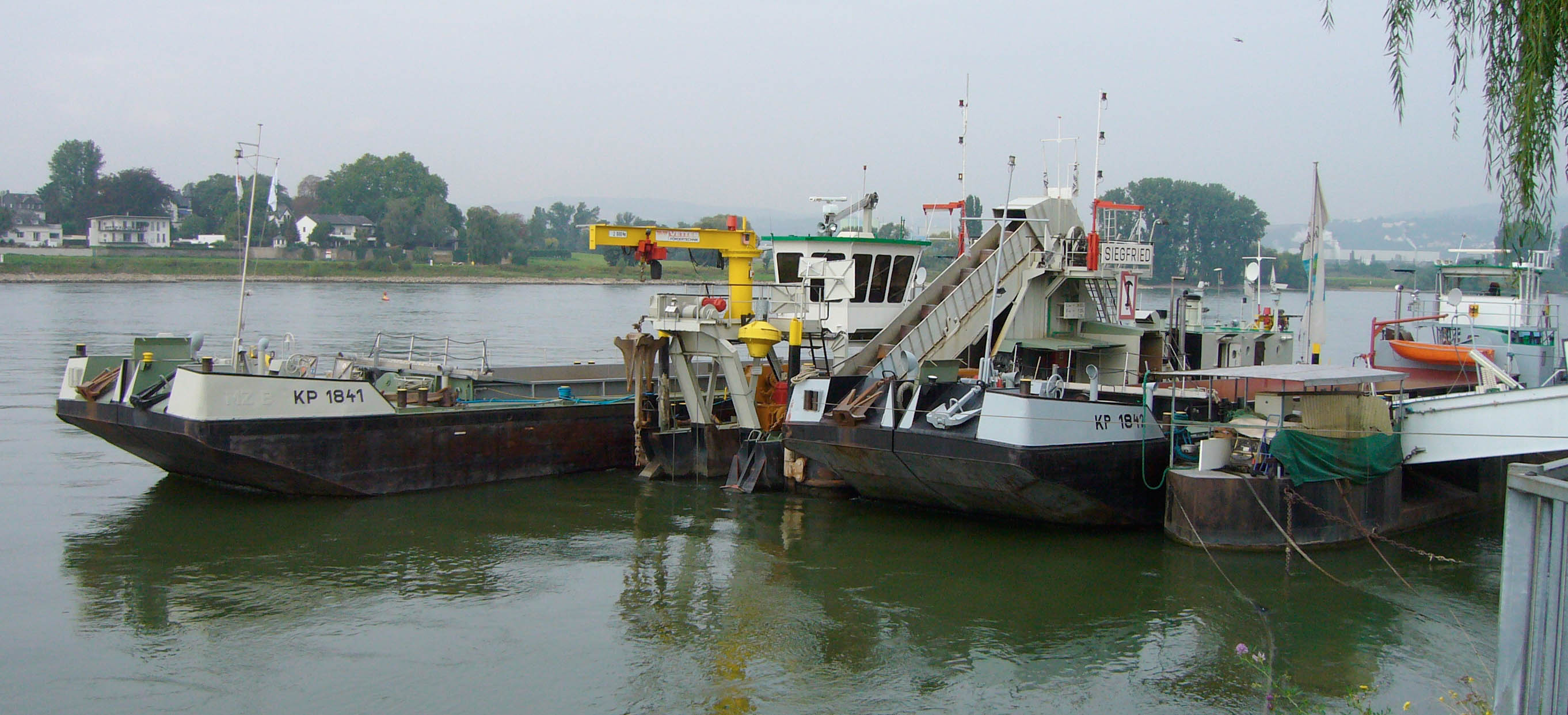
Barcas tolva autopropulsadas y draga de cadena de cangilones
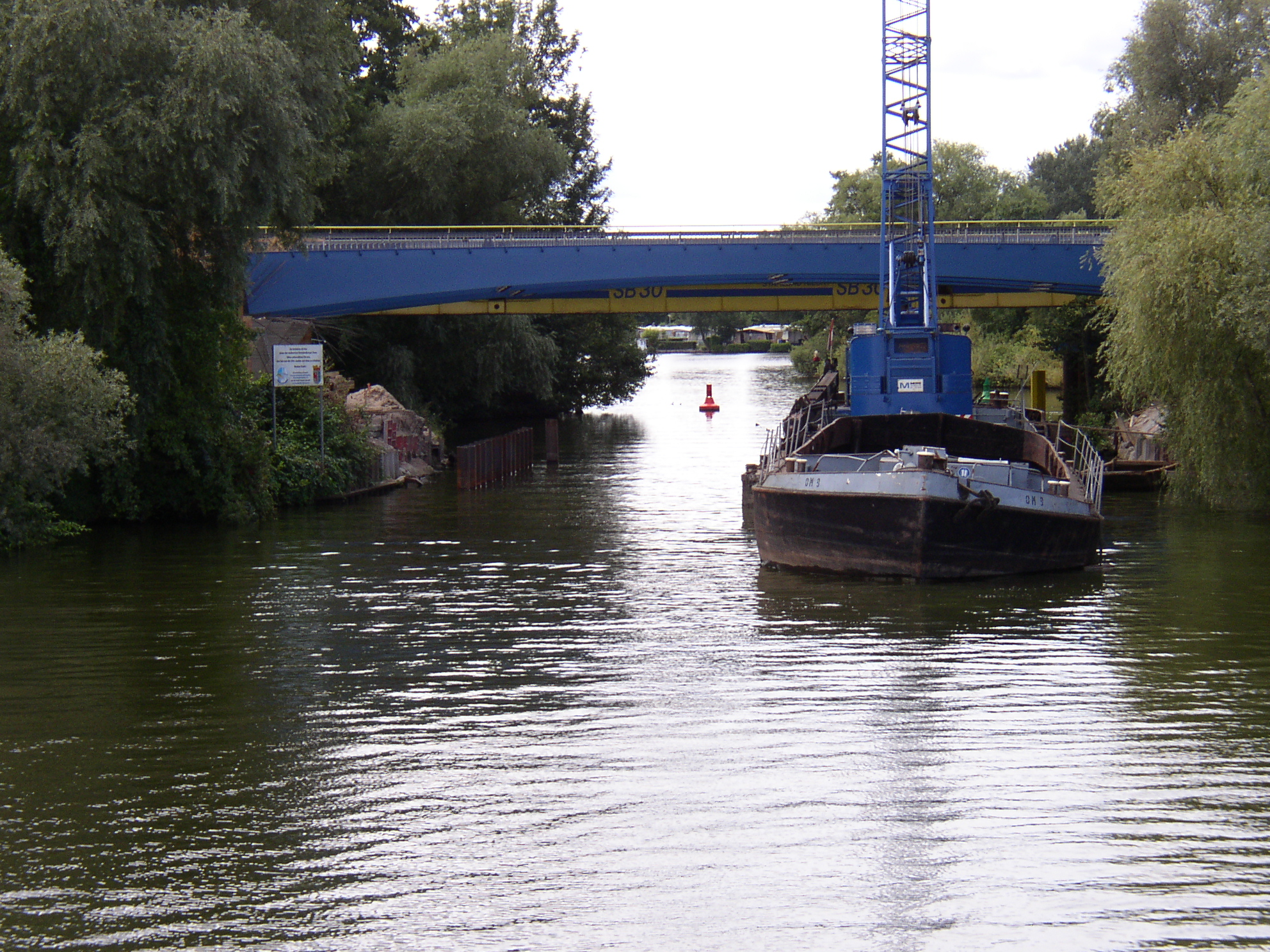
Barcaza de construcción con excavadora en una obra de puente
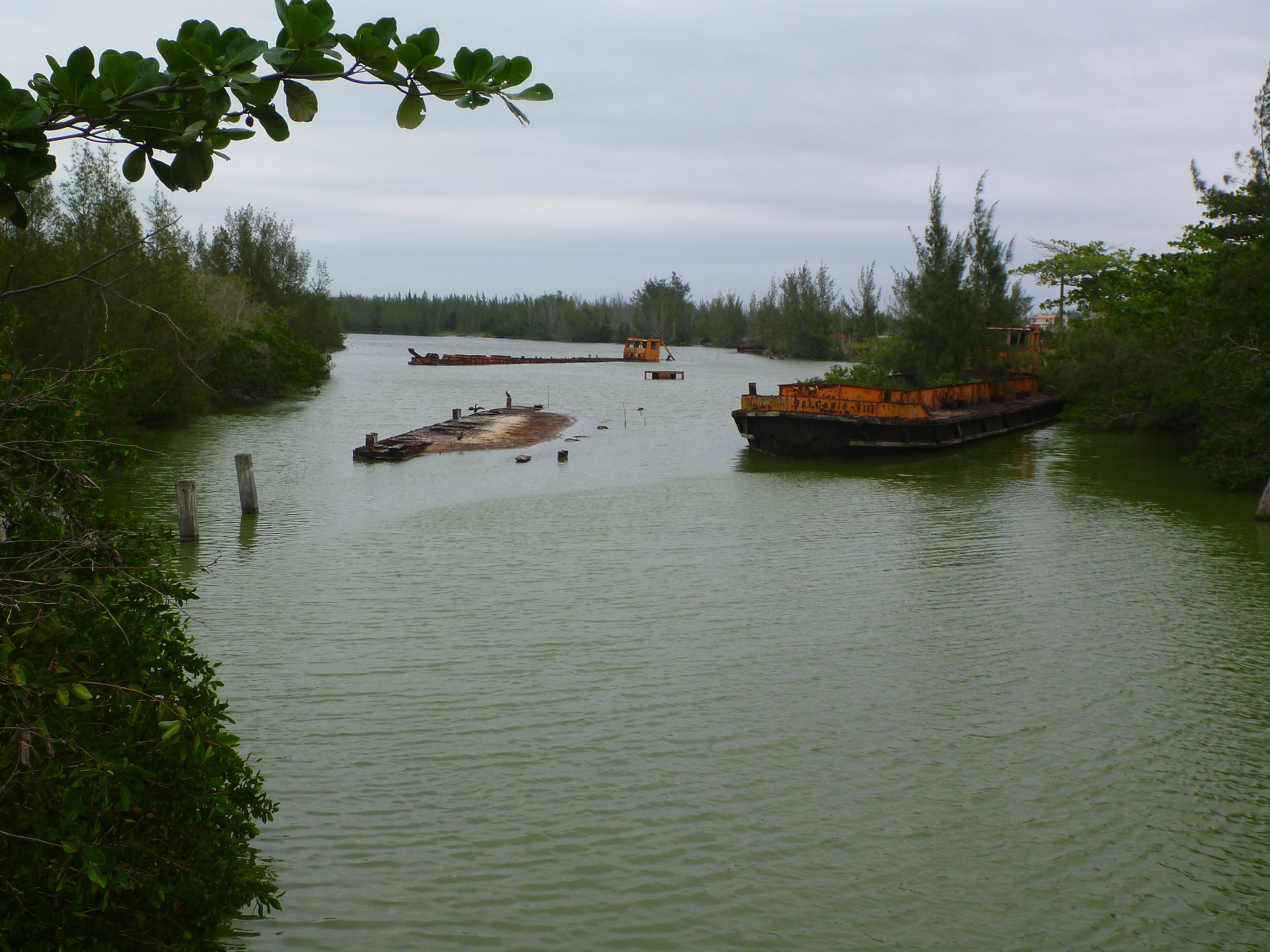
Barcaza en un canal cerca de Arraial do Cabo en Brasil